# Chevron
Chevron Corporation, Шеврон Корпорэйшн — крупнейшая интегрированная энергетическая компания США, одна из крупнейших корпораций в мире. Основные (по объёму доказанных резервов) месторождения, разрабатываемые и эксплуатируемые компанией, находятся в США (29 %), Австралии (20 %) и Казахстане (18 %).

## История
Старейший предшественник, Нефтяная компания Тихоокеанского побережья (англ. Pacific Coast Oil Company), была основана в 1879 году Фредериком Тайлером в городке Пико-Уэлл, близ которого ему удалось найти нефть. Тайлеру удалось также освоить переработку тяжёлой калифорнийской нефти в керосин, для чего был построен нефтеперерабатывающий завод (НПЗ) близ Сан-Франциско. Продажей его нефтепродуктов занималась Standard Oil Company of Iowa, часть треста Standard Oil в штате Айова.
В 1900 году калифорнийская компания была куплена трестом за $761 тысяч. Для Standard Oil Калифорния представляла интерес не только как источник сырья и рынок сбыта, но и как порт для выхода на азиатский рынок.
Вскоре был построен крупнейший НПЗ в штате в Пойнт-Ричмонде и сеть нефтепроводов, связывающих его с месторождениями, добыча нефти за 10 лет выросла в 20 раз, достигнув 2,6 млн баррелей в 1911 году.
В 1906 году Pacific Coast и Iowa Standard были слиты в одну компанию Standard Oil Company (California), или сокращённо Socal, капитализация новой компании была увеличена с $1 млн до $25 млн, был построен ещё один НПЗ в Эль-Сегундо (El Segundo, побережье залива Санта-Моника близ Лос-Анджелеса), благодаря чему компания стала лидером в штате по производству керосина, 80 % которого экспортировалось в Азию.
Как и другие составляющие треста Standard Oil, калифорнийская компания была ориентирована на нефтепереработку и продажу нефтепродуктов: она добывала всего 2,3 % нефти в штате, перерабатывала 20 % добываемой в Калифорнии нефти (покупая недостающее у Union Oil) и контролировала 95 % продаж керосина и 85 % других нефтепродуктов в штатах Калифорния, Аризона, Невада, Орегон, Вашингтон, Гавайи и Аляска.
В 1911 году трест Standard Oil был разделён на 34 независимые компании, одной из них стала Standard Oil Company (California). Став самостоятельной, компания изменила свою стратегию, начав наращивать нефтедобычу, к 1919 году на неё приходилось 26 % всей нефти, добываемой в США. Поиски нефти в других странах были незначительны и безуспешны. Ситуация изменилась в 1928 году, когда компания приобрела у Gulf Oil концессию на добычу нефти в Бахрейне, небольшой группы островов в Персидском заливе. В 1933 году компания купила права на добычу нефти и в Саудовской Аравии за £5000 в год и разовый кредит в £50 000. Вскоре, однако, выяснилось, что запасы нефти в этих странах намного превышают возможности компании по их освоению, и в 1936 году 50 % прав было продано «Техасской компании» (Texas Company, впоследствии Texaco). Нефтедобыча в Саудовской Аравии началась в 1939 году, в этом же году площадь концессии была увеличена до 440 тысяч квадратных миль (1,14 млн км²). После Второй мировой войны стало ясно, что для освоения столь огромных запасов не хватит возможностей даже обеих компаний, и 40 % новосозданного совместного предприятия Aramco («Аравийско-американской компании») было продано другим нефтяным компаниям, себе Socal и Texas Company оставили по 30 %. В 1948 году Standard Oil Company (California) открыла крупнейшее месторождение в мире Аль-Гавар. К середине 1950-х годов на Саудовскую Аравию приходилось треть добычи и две трети запасов Socal, хотя компания также начала добычу нефти в Венесуэле и на Суматре, были открыты крупные месторождения в Техасе и Луизиане. Для переработки возросшего объёма сырья были построены ещё один НПЗ в Калифорнии и один в Юте. Компания оставалась лидером по продаже нефтепродуктов в Калифорнии, также была представлена ещё в 15 западных[уточнить] штатах, а избыток дешёвой ближневосточной нефти способствовал расширению деятельности в Азию и Европу; на начало 1970-х годов 20 % от $4 млрд выручки компании приходилось на Дальний Восток, в первую очередь Японию, в Европе у компании было 8 тысяч автозаправок.
Нефтяной кризис 1973 года значительно усложнил работу Socal, поскольку аравийская нефть подорожала сразу в четыре раза и компания (по крайней мере формально) потеряла над ней контроль в пользу правительства Саудовской Аравии. После десятилетия сокращения персонала и по большей части безуспешных попыток расширить сферу деятельности в смежные отрасли, компания в 1984 году приобрела примерно равного по запасам нефти конкурента, Gulf Oil, в связи с чем сменила название на Chevron Corporation (название Chevron использовалось уже несколько десятилетий для продажи нефтепродуктов вне Калифорнии). Эта покупка стоимостью $13,2 млрд (крупнейшая на то время) сделала Chevron владельцем крупнейшей сети АЗС в США и на короткое время второй крупнейшей нефтяной компанией в стране. Однако время для покупки было выбрано неудачно, после пика цены в начале 1980-х годов нефть начала дешеветь, таким образом Chevron приобрела 12-миллиардный долг на фоне падающих продаж; были проданы активы Gulf в Канаде и часть сети автозаправок, сокращено 16 тысяч сотрудников.
В 1993 году Chevron достиг соглашения с правительством Казахстана о начале разработки месторождения Тенгиз. В 1995 году был продан НПЗ в Порт-Артуре (Техас), в целом доля компании в нефтепереработке в США за первую половину 1990-х годов сократилась с 10,2 % до 7,5 %.
В 2001 году Chevron Corporation поглотила компанию Texaco за $45 млрд, в результате чего название было изменено на ChevronTexaco. В 2005 году за $18,4 млрд была куплена ещё одна нефтяная компания, Unocal Corporation, в связи с чем наименование компании вновь стало Chevron Corporation. В 2006 году корпорация совместно с Национальной лабораторией в Лос-Аламосе начала разрабатывать улучшенную технологию добычи сланцевой нефти. В 2011 году была куплена компания из Пенсильвании Atlas Energy Inc за $3,2 млрд.
В июле 2020 года Chevron договорилась о покупке нефтегазовой компании Noble Energy. Расчёт по сделке стоимостью 4,9 млрд долларов был осуществлён в акциях.
23 октября 2023 года Chevron объявила о покупке Hess Corporation в сделке стоимостью 53 млрд долларов.

## Руководство

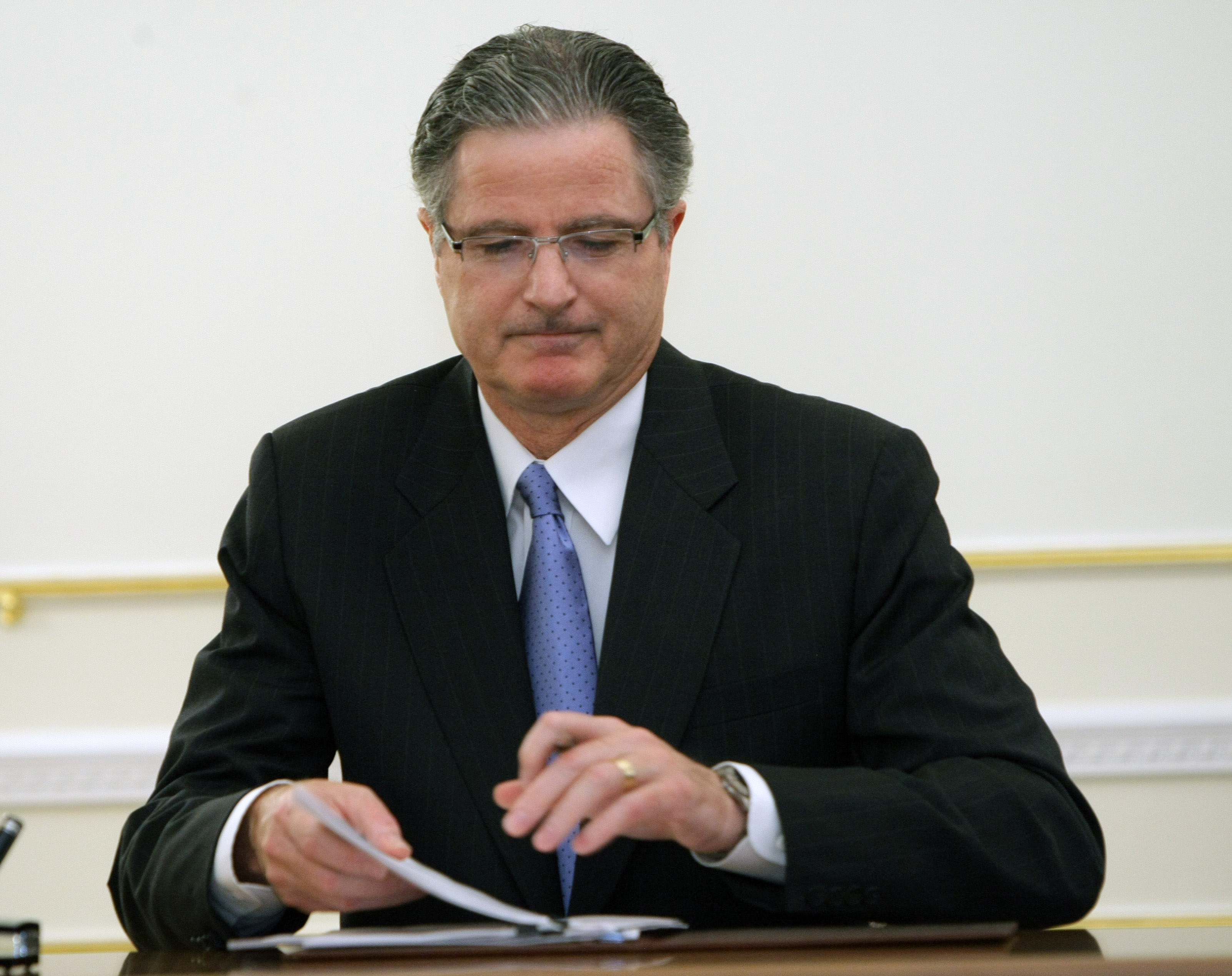
Джон С. Уотсон подписывает документы о сотрудничестве с компанией «Роснефть» в области соблюдения экологических стандартов. Июнь 2010 г.

Председатель совета директоров и главный исполнительный директор (CEO) Chevron с 1 февраля 2018 года — Майкл Уирт. В компании с 1982 года, с 2003 по 2006 год был президентом отдела снабжения и торговли, с 2006 по 2015 год был вице-президентом подразделения нефтепереработки и нефтехимии, с 2017 по 2018 год был вице-председателем.

## Деятельность

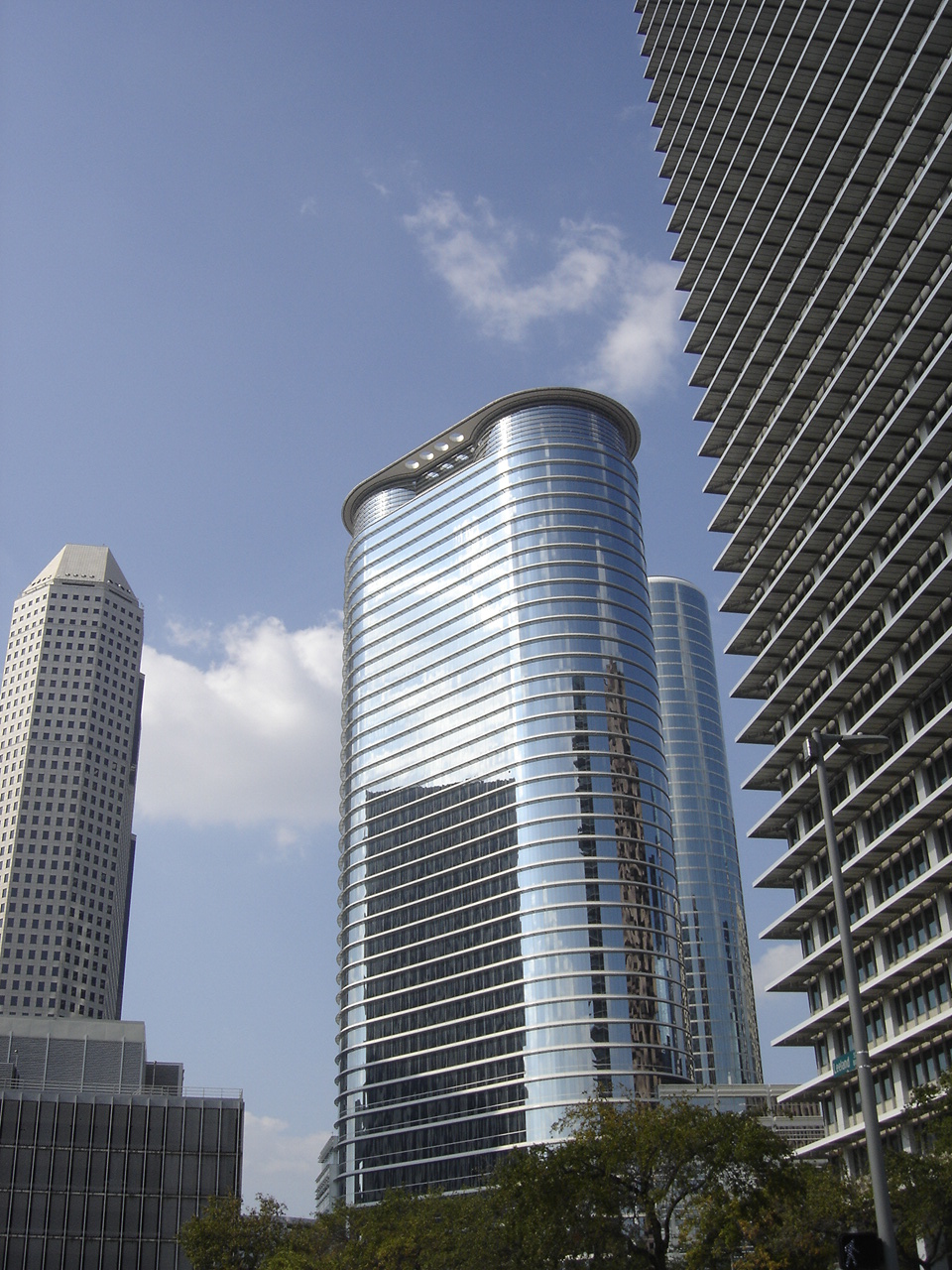
Отделение Chevron в Хьюстоне

Доказанные запасы компании на конец 2021 года составляли 11,3 млрд баррелей в нефтяном эквиваленте, из них нефти 5,075 млрд баррелей (834 млн тонн), газовый конденсат — 1,038 млрд баррелей, природного газа — 875 млрд кубометров.
Средний уровень добычи в 2021 году составлял 3,099 млн баррелей в нефтяном эквиваленте в сутки. Добыча нефти и газового конденсата составляла 1,814 млн баррелей, природного газа — 218,3 млн кубометров. Ведущими странами по уровню добычи на 2018 год были: США (791 тысяча баррелей), Австралия (426 тысяч), Казахстан (399 тысяч), Нигерия (239 тысяч), Таиланд (236 тысяч), Индонезия (132 тысячи), Канада (116 тысяч), Бангладеш (112 тысяч), Ангола (108 тысяч), Великобритания (65 тысяч), Конго (52 тысячи). Средняя цена добычи барреля нефти в 2021 году составила 9,9 долларов (в Австралии — $3,7, в США и Азии — $10,5, в Африке — $12,4, в Европе — 13,4).
Компании принадлежит четыре НПЗ в США (2 в Калифорнии, по одному в Миссисипи и Юте) и один в Таиланде, а также доли ещё в трёх зарубежных НПЗ в Сингапуре, Республике Корея и Таиланде. Общая производительность НПЗ в 2018 году составляла 1,627 млн баррелей в сутки. Компания также является оператором завода по производству синтетического жидкого топлива (СЖТ) в Нигерии «Escravos GTL».
Объём продажи нефтепродуктов в 2021 году составил 2,454 млн баррелей в сутки, из них 1,139 млн баррелей в США. Группе принадлежит обширная сеть АЗС по всему миру под торговыми марками «Chevron», «Texaco» и «Caltex». В США работает 7900 автозаправок «Chevron» и «Texaco», в основном на юге и западе страны, из них 310 находятся в собственности компании, остальные работают на правах франчайзинга. В других странах под торговыми марками компании работает около 5000 заправок; Chevron является поставщиком авиационного топлива в 90 аэропортах в разных странах мира. Смазочные материалы и охлаждающие жидкости продаются под торговыми марками Havoline, Delo, Ursa, Meropa, Rando, Clarity и Taro.
«Шеврон» является совладельцем (50 %) одной из ведущих американских нефтехимических компаний «Chevron Phillips Chemical Company», у которой есть 28 заводов и 2 научно-исследовательских центра.
|                     | 1999…  | 2005…  | 2010  | 2011  | 2012  | 2013  | 2014  | 2015  | 2016   | 2017  | 2018  | 2019  | 2020   | 2021  | 2022  |
| ------------------- | ------ | ------ | ----- | ----- | ----- | ----- | ----- | ----- | ------ | ----- | ----- | ----- | ------ | ----- | ----- |
| Оборот              | 85,71… | 198,2… | 204,9 | 253,7 | 241,9 | 228,8 | 212,0 | 138,5 | 114,5  | 141,7 | 166,3 | 140,2 | 94,5   | 155,6 | 235,7 |
| Чистая прибыль      | 3,247… | 14,10… | 19,14 | 27,01 | 26,34 | 21,60 | 19,31 | 4,710 | -0,431 | 9,269 | 14,86 | 2,924 | -5,534 | 15,63 | 35,47 |
| Активы              | 75,38… | 125,8… | 184,8 | 209,5 | 233,0 | 253,8 | 264,9 | 264,5 | 260,1  | 253,8 | 253,9 | 237,4 | 239,8  | 239,5 |       |
| Собственный капитал | 29,79… | 62,68… | 105,8 | 122,2 | 137,8 | 150,4 | 156,2 | 153,9 | 146,7  | 149,3 | 155,6 | 144,2 | 131,7  | 139,1 |       |

## Регионы деятельности

### Америка
В США добыча нефти и газа ведётся в среднеконтинентальном регионе, Мексиканском заливе, Калифорнии и аппалачинском бассейне. Среднеконтинентальный регион включает штаты Колорадо, Нью-Мексико и Техас, здесь в 2018 году добывалось в среднем 198 тысяч баррелей нефти и 18 млн кубометров газа в сутки. Кроме этого в Техасе и Нью-Мексико ведётся добыча сланцевых газа и нефти, добыча находится на уровне 159 тысяч баррелей нефти и 14 млн кубометров газа. Добыча в Мексиканском заливе в 2018 году составляла 200 тысяч баррелей нефти и газового конденсата и 3 млн кубометров природного газа; компании принадлежат доли в месторождениях Бакскин (55 %), Джек (50 %), Сент-Мало (51 %), Таити (58 %), Анкор (55-61,3 %), Баллимор (60 %), Пердидо (40 %). В Калифорнии добыча в долине Сан-Хоакин составляла 138 тысяч баррелей нефти и 700 тысяч кубометров газа. Аппалачинский бассейн сланцевого газа находится в штатах Пенсильвания, Западная Виргиния и Огайо, уровень добычи составлял 6,8 млн кубометров.
Уровень добычи в Канаде составляет 116 тысяч баррелей в нефтяном эквиваленте в сутки, из них 50 тысяч баррелей нефти, 2 млн кубометров газа и 53 тысячи баррелей синтетической нефти из битуминозных песков, основные месторождения находятся в провинциях Альберта и Британская Колумбия, а также в Атлантическом океане в территориальных водах Канады.
Деятельность в Аргентине сосредоточена на месторождении сланцевых газа и нефти Вака-Муэрта и в основном находится на стадии геологоразведки и оценки запасов, уровень добычи составлял в 2018 году 24 тысячи баррелей нефти и 680 тысяч кубометров газа.
Chevron участвует в добыче нефти в Венесуэле (44 тысячи баррелей в сутки) и Бразилии (11 тысяч баррелей), а также газа в Колумбии (2,3 млн кубометров в сутки).

### Африка
В Анголе ведётся добыча нефти и газа на шельфе (в 2018 году 107 тысяч баррелей нефти и 8,7 млн кубометров газа в сутки). В этой стране Chevron принадлежит 36,4-процентная доля в компании Angola LNG Limited, управляющей заводом по сжижению газа производительностью 31 млн кубометров в сутки.
В Нигерии компании принадлежит 40-процентная доля в 8 концессиях на материке и на шельфе (дельта Нигера); средний уровень добычи в 2018 году составлял 200 тысяч баррелей нефти и конденсата и 6,3 млн кубометров природного газа.
Также компания представлена в Конго (49 тысяч баррелей нефти), Демократической Республике Конго, Либерии и Марокко.

### Азия
В Казахстане Chevron принадлежит 50 % в компании Тенгизшевройл (Tengizchevroil), ведущей разработку месторождений Тенгиз и Королев, а также 18 % в месторождении Карачаганак; средний уровень добычи в 2018 году составлял 399 тысяч баррелей в нефтяном эквиваленте (315 баррелей нефти и 14,4 млн кубометров газа).
В Азербайджане компании принадлежит 9,6-процентная доля в месторождении Азери — Чираг — Гюнешли, уровень добычи составляет около 20 тысяч баррелей в сутки.
В Таиланде компания добывает нефть и газ в Сиамском заливе (236 тысяч баррелей в сутки, из них 66 тысяч баррелей нефти и 28 млн кубометров газа).
Добыча в Индонезии ведётся на острове Суматра и у побережья острова Калимантан (132 тысячи баррелей в сутки, из них 113 тысяч баррелей нефти и 3,2 млн кубометров газа).
Из других стран Азии добыча газа ведётся в Бангладеш (18,3 млн кубометров), Мьянме (2,8 млн кубометров), КНР (5,2 млн кубометров), Филиппинах (3,9 млн кубометров).

### Австралия
Доля Chevron в нефтедобыче в Австралии в 2018 году составляла 42 тысячи баррелей в сутки, природного газа — 65 млн кубометров. Деятельность в основном сосредоточена у западного побережья (доля в проекте Северо-Западный Шельф). Также компании принадлежат доли в двух крупных заводах по производству сжиженного газа, Горгон и Уитстоун.

### Европа
Деятельность подразделения добычи нефти и газа в Европе ограничена Северным морем в территориальных водах Великобритании (65 тысяч баррелей в сутки, из них нефти — 43 тысячи баррелей, газа — 3,2 млн кубометров).

### Chevron в России
По сообщению газеты «Ведомости», летом 2003 года компания вела переговоры с Михаилом Ходорковским о покупке блокирующего пакета акций объединённой «ЮКОС-Сибнефти». Сделка, однако, не состоялась — как не состоялось и объединение. Михаил Ходорковский был арестован и осуждён, а ЮКОС после предъявления многомиллиардных претензий по налоговым задолженностям объявлен банкротом. Акционеры «Сибнефти» добились расторжения сделки с ЮКОСом и продали компанию «Газпрому» (см. «Газпром нефть»).
14 ноября 2006 года в Ноябрьске (Ямало-Ненецкий автономный округ) было зарегистрировано совместное предприятие с «Газпром-нефтью» — ООО «Северная тайга Нефтегаз» (ведётся разведочное бурение на ряде участков в ЯНАО).
В декабре 2009 года представительство компании «Шеврон Лубрикантс СНГ» было ликвидировано, распространение масляной продукции осуществляется в настоящий момент через систему независимых дистрибуторов. Интересы компании в России представляет ООО «Шеврон Нефтегаз».
Летом 2010 года Chevron подписала соглашение с «Роснефтью» об освоении участка недр Вала Шатского на шельфе Чёрного моря. Как сообщает «Коммерсант», по условиям соглашения финансирование начальной стадии геологоразведки должна была взять на себя Chevron. Источник «Ъ», знакомый с ситуацией, уточнил, что инвестиции составят $100 млн. До 2014 года планировалось пробурить две скважины (в районе Новороссийска на Северо-Черноморской структуре и в районе Туапсе на структуре Мария), бурение планировали начаться в конце 2011 года. В итоге проект не состоялся, как сообщают «Ведомости», пробурив неудачную скважину у берегов Турции, Chevron посчитала, что Вал Шатского имеет схожее геологическое строение, и в 2011 году вышла из проекта.

### Альтернативная энергетика

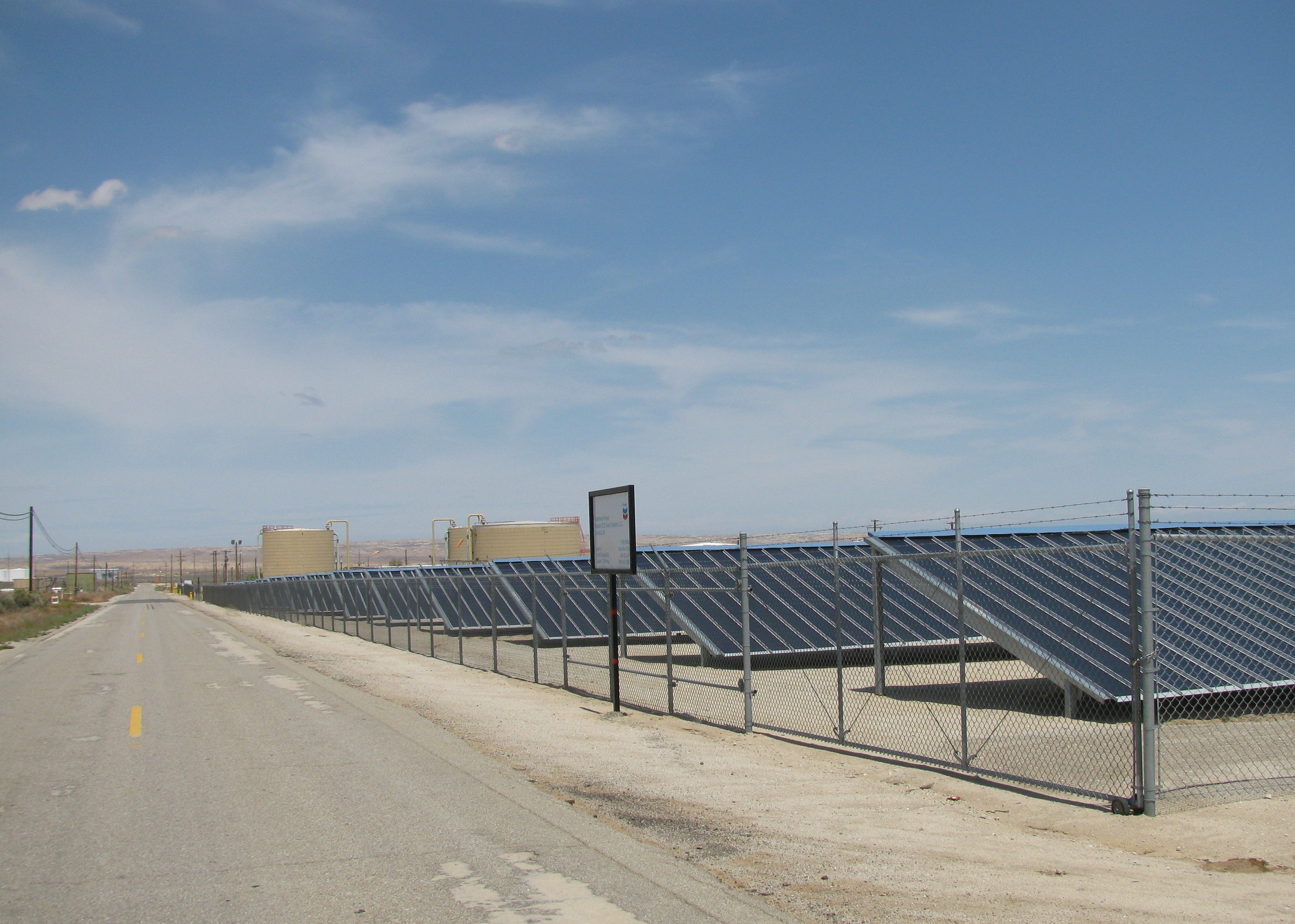
Солнечнные панели компании Chevron мощностью 500 кВт в Калифорнии

Альтернативная энергетика компании Chevron включает в себя проекты в геотермальной, солнечной, ветровой, био и гидро энергетике.
В октябре 2011 года компании запустила в эксплуатацию СТЭС Коалинга, мощностью 29 МВт.

## Критика

### Загрязнения в Ричмонде, штат Калифорния
Деятельность Chevron на её столетнем нефтеперерабатывающем заводе была предметом постоянных споров. Завод произвёл более 11 миллионов фунтов токсичных материалов и привёл к более 304 несчастным случаям. В 1998 году за незаконный сброс отходов в воду и неуведомление общественности о токсичных выбросах завод заплатил $540 тысяч. Chevron считают потенциально ответственным за 95 загрязнённых мест в Америке, из расчёта средств, выделенных американским Агентством по охране окружающей среды для очистки.

### Загрязнение окружающей среды в Эквадоре
Texaco и Gulf Oil работали в Эквадоре с 1964 года, в частности Texaco разрабатывало месторождение Лаго-Агрио с 1972 по 1993 год (потом оно было передано Государственной нефтяной компании Эквадора). В 1993 году Texaco обвинили в сбросе тысяч тонн токсичных отходов в район амазонских лесов. Компания потратила $40 млн на проведение очистительных работ, и в 1998 году правительство Эквадора признало эти меры достаточными и сняло ответственность с компании. Однако взятые в том же году учёными пробы воды и почвы показали опасные уровни углеводородов в половине проб. В 2003 году местные жители подали против компании Chevron иск в эквадорский суд на сумму $28 млрд. В 2011 году суд принял решение в пользу истцов на сумму $8,6 млрд; истцы подали апелляцию, и Верховный суд Эквадора повысил сумму взыскания с компании до $19 млрд. Chevron назвала это решение вымогательством и отказалась платить. В ноябре 2013 года Международный арбитражный трибунал принял решение в пользу Chevron, сняв с компании ответственность за загрязнение. В марте 2014 года окружной суд в США постановил, что адвокат истцов для получения решения 2011 года использовал принуждение и дачу взяток, и, хотя этот суд был не правомочен пересматривать решение эквадорского суда, его решение сделало фактически невозможным взыскание суммы с компании в США. В сентябре 2018 года Международный трибунал принял ещё одно решение в пользу Chevron, утверждая, что Эквадор нарушает международные соглашения. Chevron продолжает перерабатывать нефть из амазонии, в частности на 2015 год НПЗ в Эль-Сегундо переррабатывал 54 463 баррелей амазонской нефти в сутки.

### Разлив нефти в Анголе
Деятельность Chevron в Африке также подверглась критике как экологически небезопасная. В 2002 году Ангола стала первой страной в Африке, которая когда-либо взимала штрафы с крупной транснациональной корпорации, работающей на территории страны. Ангола потребовала $2 млн в качестве компенсации за разливы нефти, в которых якобы повинна Chevron.

### Нарушение Закона о чистом воздухе в США
16 октября 2003 года Chevron обвинили в нарушении Закона о чистом воздухе, который позволят снизить вредные выбросы в атмосферу примерно на 10 тысяч тонн в год. В Сан-Франциско суд постановил Chevron потратить почти 275 миллионов долларов на установку и использование инновационных технологий, чтобы уменьшить выбросы азота и диоксида серы на нефтеперерабатывающих заводах компании. В 2000 году после нарушении Закона о чистом воздухе в автономном погрузочном терминале в Эль-Сегундо, в штате Калифорния, Chevron заплатила штраф в $6 млн, а также $1 млн на проекты по улучшению состояния окружающей среды. Chevron также внедрила программы, которые снижают выброс опасных газов, обновила систему обнаружения утечек и ремонта, снизила выбросы с установок регенерации серы и приняла стратегии по обеспечению надлежащего обращения с вредными бензольными отходами на своих предприятиях. Chevron также потратила около $500 000 на установку герметичных клапанов и двойное уплотнение насосов на нефтеперерабатывающем заводе в Эль-Сегундо, которое могло бы предотвратить значительные выбросы веществ, загрязняющих воздух.
Защитники Chevron обращают внимание на эти изменения в политике корпорации, в частности её обещание в 2004 году бороться с глобальным потеплением.

### Стрельба в дельте реки Нигер
28 мая 1998 года активисты устроили демонстрацию и взяли несколько человек в заложники на нефтяной платформе компании в дельте реки Нигер в Нигерии. По непроверенным данным нигерийские полицейские и солдаты прилетели на вертолётах Chevron. Солдаты стреляли в активистов, и впоследствии два активиста (Jola Ogungbeje и Aroleka Irowaninu) умерли от ран. В 2007 году окружной судья США Сьюзен Илстон начала судебный процесс по иску к Chevron от пострадавших и семей погибших поскольку, возможно, есть свидетельства того, что Chevron нанял, руководил, и/или предоставил транспорт нигерийским вооружённым силам, известным своей практикой применения насилия. В декабре 2008 года федеральный суд присяжных снял с Chevron все обвинения. Chevron утверждал, что военное вмешательство было необходимо для защиты жизни её работников и считает решение суда присяжных доказательством этого.

### Санкции ООН
Депеша посольства США BAGHDAD 000791 сообщает о переговорах компании о повторных инвестициях в Иран в обход санкций ООН. Этот документ был засекречен до 2029 года.

### Разлив нефти у побережья Рио-де-Жанейро
8 ноября 2011 года власти Бразилии выдвинули обвинения против Chevron из-за разлива сырой нефти у южного побережья страны. Бразильские эксперты заявили, что 416 400 литров нефти просочилось в течение двух недель через подводные скалы у буровой скважины проекта «Frade» в 370 км от бразильского побережья. Прокуроры Бразилии подали иск на $10,6 млрд. Национальное нефтяное агентство приостановило деятельность Chevron в Бразилии пока не определит причину разлива нефти у побережья Рио-де-Жанейро.

### Разведка газовых месторождений в Румынии
В октябре 2013 года Chevron приостановил свои планы по бурению в городе Pungeşti жудеца Васлуй, жители которого были против разведки сланцевого газа из-за опасений загрязнения грунтовых вод. Тысячи людей присоединились к протестами по всей Румынии, а в декабре протесты переросли в погромы, когда Chevron объявила о планах по возобновлению разведки. После случившегося Chevron заявила, что снова приостанавливает свою деятельность в этой области.

### Аргентинское соглашение, репрессии против защитников природы, рабочих и индейцев
После решения аргентинского правительства в 2012 году о восстановлении контроля над крупнейшей нефтяной компании страны, YPF, начался поиск иностранных инвесторов для добычи нетрадиционной нефти. Наконец, в 2013 году, YPF и Chevron подписали соглашение касательно нефтяного месторождения Vaca Muerta, второго в мире по запасам сланцевого газа. В августе 2013 года Конгресс провинции Неукен проголосовал за это соглашение. Правительство жестоко подавило крупный мирный протест, в котором участвовали от 5000 до 10000 рабочих, студентов и индейцев, и, наконец, законопроект был одобрен. Полиция вела огонь пластиковыми и боевыми патронами.

## Акционеры
На начало 2019 года Chevron Corporation было выпущено 1,9 млрд акций, их общая стоимость (рыночная капитализация корпорации) составляла $221,8 млрд. Институциональным инвесторам принадлежало 66,38 % акций, крупнейшие из них:
- The Vanguard Group, Inc. — 8,1 %;
- BlackRock, Inc. — 6,7 %;
- State Street Corporation — 6,0 %;
- Wellington Management Group — 2,2 %;
- FMR LLC — 1,6 %;
- Capital International Investors — 1,4 %;
- Northern Trust — 1,4 %;
- Geode Capital Management, LLC — 1,3 %;
- Bank of America Corporation — 1,2 %;
- Capital World Investors — 1,1 %;
- JPMorgan Chase & Co — 1,1 %;
- Bank of New York Mellon Corporation — 1,1 %;
- Norges Bank — 1,0 %;
- Morgan Stanley — 0,9 %;
- State Farm Mutual Automobil Insurance Company — 0,9 %.

## Дочерние компании
Основные дочерние компании на конец 2018 года, размещённые по местам регистрации; работающие в некоторых странах компании зарегистрированы в офшорных зонах, таких как штат Делавэр, Багамские и Бермудские острова:
- США:
  - Делавэр: Chevron Global Energy Inc.; Chevron Global Technology Services Company; Chevron Investments Inc.; Chevron Malampaya LLC; Chevron Overseas Company; Chevron (Overseas) Holdings Limited; Chevron Thailand LLC; Chevron U.S.A. Holdings Inc.; Chevron U.S.A. Inc.; Chevron Venezuela Holdings LLC; Saudi Arabian Chevron Inc.; Texaco Inc.; Texaco Overseas Holdings Inc.; Texaco Venezuela Holdings (I) Company; Unocal Corporation
  - Калифорния: Union Oil Company of California
  - Невада: Unocal International Corporation
  - Нью-Джерси: Chevron Petroleum Company
- Австралия: Chevron Australia Pty Ltd.; Chevron Australia Holdings Pty Ltd.
- Аргентина: Chevron Argentina S.R.L.
- Багамские Острова: Chevron Overseas Petroleum Limited; Chevron (Thailand) Limited
- Бермуды: Cabinda Gulf Oil Company Limited; Chevron LNG Shipping Company Limited; Chevron Petroleum Limited; Chevron Thailand Exploration and Production, Ltd.
- Великобритания: Chevron North Sea Limited
- Индонезия: PT Chevron Pacific Indonesia
- Казахстан: Tengizchevroil llp (50 %); Karachaganak Petroleum Operations B.V. (18 %)
- Канада: Chevron Canada Limited
- Нигерия: Chevron Nigeria Limited; Chevron Petroleum Nigeria Limited
- Таиланд: Star Petroleum Refining Public Company Limited
- Филиппины: Chevron Philippines Inc.